# إيمانويل ميركادو
إيمانويل ميركادو (بالإسبانية: Emanuel Mercado)‏ هو لاعب كرة قدم أرجنتيني، ولد في 21 أبريل 1997 في Marcos Juárez ‏ في الأرجنتين.

## وصلات خارجية
- إيمانويل ميركادو على موقع قاعدة بيانات كرة القدم.إي يو (الإنجليزية)
- إيمانويل ميركادو على موقع Soccerway.com (الإنجليزية)
- إيمانويل ميركادو على موقع عالم كرة القدم.نت (الإنجليزية)